# 1981-es magyar teniszbajnokság
Az 1981-es magyar teniszbajnokság a nyolcvankettedik magyar bajnokság volt. A bajnokságot szeptember 27. és október 4. között rendezték meg Budapesten, a Dózsa margitszigeti teniszstadionjában.

## Eredmények
| Versenyszám  | Arany                                      | Arany | Ezüst                                                | Ezüst | Bronz                                                                                        | Bronz |
| ------------ | ------------------------------------------ | ----- | ---------------------------------------------------- | ----- | -------------------------------------------------------------------------------------------- | ----- |
| Férfi egyéni | Machán Róbert NIM SE                       |       | Lázár Vilmos MTK-VM                                  |       | Csépai Ferenc MTK-VM                                                                         |       |
| Női egyéni   | Temesvári Andrea Bp. Spartacus             |       | Rózsavölgyi Éva Újpesti Dózsa                        |       | Fagyas Katalin Vasas SC                                                                      |       |
| Férfi páros  | Benyik János, Sziráki László Újpesti Dózsa |       | Baranyi Szabolcs, ifj. Gulyás István Újpesti Dózsa   |       | Csépai Ferenc, Lázár Vilmos MTK-VMBurde Péter, Kónya Gábor Vasas SC                          |       |
| Női páros    | Rózsavölgyi Éva, Turi Zsuzsa Újpesti Dózsa |       | Fagyas Katalin, Szabó Éva Vasas SC                   |       | Temesvári Andrea, Bartos Csilla Bp. SpartacusSzabó Éva, Lugasi Lilla Haladás VSE, Bp. Honvéd |       |
| Vegyes páros | Kiss Sándor, Bartos Csilla Bp. Spartacus   |       | Machán Róbert, Lakingerné Szörényi Judit NIM SE, BSE |       | Benyik János, Rózsavölgyi Éva Újpesti DózsaGuti János, Ritecz Andrea Bp. Spartacus           |       |